# Double Commander
Double Commander — двухпанельный файловый менеджер с открытым исходным кодом, работающий под Linux (два варианта, с использованием библиотек GTK+ или Qt), Microsoft Windows, а также в macOS и FreeBSD.
Свободными аналогами являются GNOME Commander и Sunflower (для среды GNOME) и Krusader (для среды KDE). Проприетарным аналогом является Total Commander, Unreal Commander для Microsoft Windows.

## Особенности
- Поддержка Юникода.
- Все операции выполняются в фоновом режиме.
- Инструмент группового переименования.
- Инструмент синхронизации каталогов.
- Поддержка вкладок.
- Настраиваемые колонки.
- Встроенный текстовый редактор (F4) с подсветкой синтаксиса.
- Встроенный просмотрщик файлов (F3) для показа файлов в шестнадцатеричном, двоичном или текстовом форматах, в графическом режиме.
- Просмотр эскизов (миниатюр) изображений.
- Работа с архивами так же, как с подкаталогами с возможностью копировать файлы в архивы и из них. Поддерживаются форматы ZIP, GZ, TGZ, LZMA (7z), а также BZ2, RPM, CPIO, DEB, RAR.
- Поддержка консольных архиваторов, аналогично плагину MultiArc для Total Commander, со схожим форматом файла настроек.
- Расширенный поиск файлов, регулярные выражения при поиске файлов, включая поиск текста в любых файлах.
- Настраиваемая панель инструментов с кнопками для запуска внешних программ или внутренних команд Double Commander, с возможностью создания меню.
- Поддержка плагинов WCX, WDX, WLX и WFX от Total Commander.
- Протоколирование файловых операций.
- Наличие версий для 32- и 64-разрядных операционных систем.
- Поддержка скриптов Lua как средства автоматизации и для создания WDX-плагинов. Помимо функций стандартной библиотеки Lua, средствами Double Commander добавлены: получение атрибутов файла, проверка существования файла или каталога, поиск файлов, запуск внутренних команд Double Commander, работа с буфером обмена и текстом, взаимодействие с пользователем (описание и примеры см. в справке к программе).

## История
Можно посмотреть по этой ссылке.